# Silvicide
De la même manière que les  herbicides sont des pesticides utilisés pour détruire des plantes indésirables, les silvicides sont des produits spécialement conçus et homologués pour détruire par dévitalisation des buissons, souches, plants, arbres, arbres forestiers, ou certaines espèces forestières ou une forêt entière ou le processus de régénération naturelle.

## Usages
Ces pesticides sont utilisés pour empêcher l'apparition de la forêt ou la régénération forestière, parfois sur des coupes rases, pour l'installation de cultures ou sylvicultures (transgéniques éventuellement) parfaitement contrôlées, ou encore pour l'entretien de routes ou pistes forestières, aires de stockage, etc.
Ils sont aussi utilisés depuis une cinquantaine d'années, par injection le cas échéant, pour tuer des arbres indésirables (espèces non-cible dans un peuplement monospécifique) ou éviter la concurrence de certains arbres lors des plantations.
Le méthanearséniate monosodique (MSMA) a aussi été utilisé pour attirer certains insectes ravageurs vers des arbres qu'on tuait.

Ce produit à base d'arsenic tuant à la fois l'arbre et la plupart des larves qui cherchaient à s'y développer, avec l'inconvénient de contribuer à polluer l'environnement, et via le réseau trophique, les pics qui comptent parmi les prédateurs naturels des ravageurs en question.
Des cas plus particuliers, localisés et ponctuels, tels que la préparation de chantiers de déminage, ou de pose de tuyaux ou câbles, lignes électriques, etc.

## Mode d'action
Les molécules actives peuvent pénétrer l'arbre par les feuilles, les racines ou l'écorce.

Parfois le produit est injecté dans l'arbre via une entaille (MSMA pour tuer les résineux et y attirer les scolytes ou pour traiter de même les ormes malades de la graphiose de l'orme).
L'écorce, notamment d'arbres à écorce fine se montre perméable à certains désherbants. 
Par exemple, une émulsion/gel contenant seulement 5 % de 2,4-D ou de 2,4,5-T, appliquée en bandes sur l'écorce d'un chêne durant sa saison de croissance défolie entièrement environ 92 percent des sujets traités, en tuant l'arbre (racines comprises dans 78 pour cent des cas observés trois ans après le traitement).

## Préoccupations environnementales
Plusieurs silvicides, très utilisés en Amérique du Nord ou l'ayant été (au Canada), sont des produits contenant de l'arsenic (qui n'est pas biodégradable et qui s'accumule dans l’environnement. C'est le cas par exemple de l'acide cacodylique ou du méthanearséniate monosodique.

## Nom de produit
- « SILVICIDE » était aussi le nom d'un sylvicide vendu sous forme d'une poudre mouillage, destiné au dessouchage et à la destruction des buissons (y compris dans les jardins où il était autorisé). Ce produit était fabriqué par SEDAGRI DEP.RHONE POULENC AGROCHIMIE, autorisé en France sous le n° d'autorisation 6000338 daté du 01/12/1961, puis abandonné et interdit (04/04/2003) à la demande même du fabricant. Le produit actif était (pur 95 % du poids) le sulfamate d'ammonium depuis interdit en France
- SilvicideÔ est le nom d'un biocide désinfectant virucide, bactéricide et fongicide (de surface, de l'eau et de l'air (aerial fumigant) contenant 0,01 % de nitrate d'argent et 10 % de peroxyde d'hydrogène[6]

## AspectsSanté environnementale
Étant donné la toxicité et non-dégradabilité (ex : arsenic) de certains des composants de ces produits, des préoccupations de santé environnementale émergent dans les pays où ils sont les plus utilisés (Amérique du Nord notamment), pour la santé en général et celle des ouvriers forestiers chargés de les appliquer en particulier.